# یو هو جونگ
یو هو جونگ (کره‌ای: 유호정؛ زادهٔ ۲۴ ژانویه ۱۹۶۹) بازیگر اهل کره جنوبی است. او حرفهٔ بازیگری خود را در سال ۱۹۹۱ آغاز کرد و از آن زمان تاکنون در فیلم‌ها و مجموعه‌های تلویزیونی حضور پیدا کرده‌است. از نقش‌های او می‌توان به حضور در فیلم سانی (۲۰۱۱) اشاره کرد.